# Saturn (revista)
Saturn fue una revista estadounidense publicada entre 1957 y 1965. Se lanzó como una revista de ciencia ficción, pero las ventas fueron escasas y, tras cinco números, el editor, Robert C. Sproul, cambió el enfoque de la revista hacia la ficción detectivesca hard boiled, que hacía hincapié en el sexo y el sadismo. Para reflejar su nuevo rumbo Sproul cambió el título de la revista por el de Saturn Web Detective Story Magazine y al año siguiente lo acortó a Web Detective Stories. En 1962 el título se cambió de nuevo, esta vez a Web Terror Stories, y los contenidos se convirtieron en su mayoría en relatos del tipo weird menace, un género en el que se descubre que los poderes aparentemente sobrenaturales tienen una explicación lógica al final de la historia.
Donald A. Wollheim fue el editor de los cinco primeros números; publicó relatos de varios autores de renombre, como Robert A. Heinlein, H. P. Lovecraft y Harlan Ellison, pero disponía de un presupuesto reducido y no siempre pudo conseguir historias de gran calidad. Se desconoce quién editó la revista después de los números de ciencia ficción, pero los temas de violencia y sexo continuaron hasta el final de su andadura y muchas historias mostraban la tortura de mujeres. Finalmente Sproul canceló la revista en 1965 tras un total de 27 números.

## Historia editorial
Las revistas de ciencia ficción proliferaron durante los años 1950, lanzándose docenas de nuevos títulos durante la década. El grupo Ace Magazines propiedad de A. A. Wyn integraba la Ace News Company, cuyo director general era Joe Sproul. Wyn y Robert C. Sproul, hijo de Joe, ya publicaban revistas de bajo presupuesto como Sure Fire Detective (que luego pasó a llamarse Off Beat Detective Stories) y Cracked, y Robert Sproul decidió añadir un título dedicado a la ciencia ficción para aprovechar esta moda. Sproul contrató a Donald A. Wollheim, que trabajaba para Wyn en Ace Books, para que le ayudara y el resultado fue Saturn.
| Números publicados | Números publicados | Números publicados | Números publicados | Números publicados | Números publicados | Números publicados | Números publicados | Números publicados | Números publicados | Números publicados | Números publicados | Números publicados |
| | Ene                | Feb                | Mar                | Abr                | May                | Jun                | Jul                | Ago                | Sep                | Oct                | Nov                | Dic                |
| --- | ------------------ | ------------------ | ------------------ | ------------------ | ------------------ | ------------------ | ------------------ | ------------------ | ------------------ | ------------------ | ------------------ | ------------------ |
| 1957 |                    |                    | 1/1                |                    | 1/2                |                    | 1/3                |                    |                    | 1/4                |                    |                    |
| 1958 |                    |                    | 1/5                |                    |                    |                    |                    | 1/6                |                    | 2/1                |                    |                    |
| 1959 |                    | 2/2                |                    | 2/3                |                    |                    | 2/3                |                    | 2/4                |                    |                    | 2/5                |
| 1960 |                    | 2/6                |                    |                    |                    | 3/1                |                    | 3/2                |                    | 3/3                |                    |                    |
| 1961 | 3/4                |                    |                    |                    | 3/5                |                    |                    |                    | 3/6                |                    |                    |                    |
| 1962 |                    |                    |                    |                    |                    |                    |                    | 4/1                |                    |                    |                    |                    |
| 1963 |                    |                    | 4/2                |                    |                    |                    |                    |                    |                    |                    | 4/3                |                    |
| 1964 |                    |                    |                    | 4/4                |                    |                    |                    | 4/5                |                    |                    | 4/6                |                    |
| 1965 |                    | 5/1                |                    |                    |                    | 5/2                |                    |                    |                    |                    |                    |                    |
| Números publicados, en formato volumen/número. Los colores indican un cambio en el título de la revista; por orden: Saturn, The Magazine of Science Fiction; Saturn Web Detective Story Magazine; Web Detective Stories; y por último Web Terror Stories. |                    |                    |                    |                    |                    |                    |                    |                    |                    |                    |                    |                    |

El primer número tenía fecha de marzo de 1957 y Sproul figuraba como editor; Wollheim era «asesor editorial» según la cabecera, pero en realidad se encargaba de todo el trabajo de edición. El primer número llevaba el subtítulo «The Magazine of Science Fiction»; para el segundo número se cambió a «Magazine of Fantasy & Science Fiction» y los tres siguientes «Science Fiction and Fantasy».
Las ventas fueron decepcionantes y Sproul reaccionó reduciendo el número de páginas del tercer número de 128 a 112, lo que la convirtió en la revista de ciencia ficción de menor extensión del mercado. La periodicidad fue inicialmente bimestral, pero el cuarto número se retrasó un mes, tras lo cual nunca volvió a tener una periodicidad regular. Con el sexto número, de fecha agosto de 1958, Sproul abandonó la ciencia ficción y convirtió la revista en una publicación de historias de detectives, cambiando el título por el de Saturn Web Detective Story Magazine, que era esencialmente una revista diferente pero, para conservar su permiso de correo de segunda clase, Sproul mantuvo Saturn como parte del título de la revista.
Unos meses más tarde, el título se acortó a Web Detective Stories. Las ventas continuaron siendo escasas y, en 1962, tras un paréntesis de casi un año, el título volvió a cambiar a Web Terror Stories. Publicó ocho números con ese título y finalmente dejó de publicarse en 1965, quizá porque la editorial estaba entonces más interesada en las revistas de monstruos cinematográficos.

## Contenidos y recepción

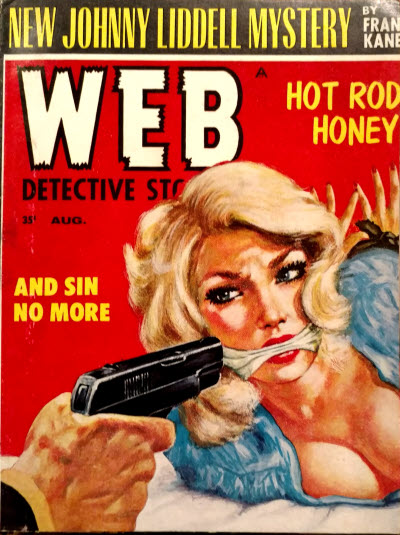
Portada del número de agosto de 1960

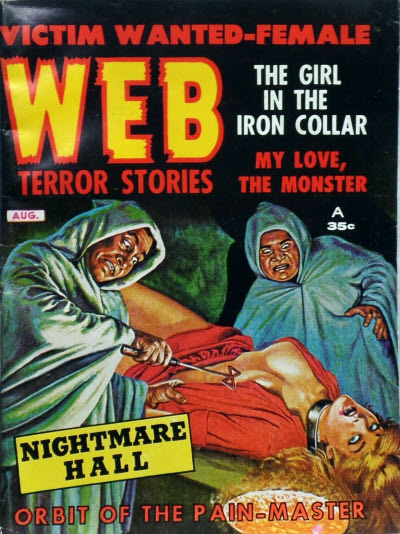
Portada del número de agosto de 1962